# (19602) Austinminor
(19602) Austinminor (1999 NK42) – planetoida z grupy pasa głównego asteroid okrążająca Słońce w ciągu 3,86 lat w średniej odległości 2,46 j.a. Odkryta 14 lipca 1999 roku.